# Моманд
Моманд (пушту  مہمند , англ. Mohmand) — група афганських і пуштунських племен Афганістану й Пакистану.
Орієнтована чисельність на 1970 рік становить близько 300 тисяч чоловік. Мова — діалект східного пушту. Релігія — мусульмани-суніти. Моманд поділяється на верхніх (гірські моманди, основна справа — землеробство і скотарство) та низовинних (рівнинні моманди, основна справа — землеробство).

## Відомі представники
- Абдуррахман Моманд (1632—1706) — один з найпопулярніших та, можливо, найвідоміший афганський поет-суфій; також відомий як Рахман Баба.
- Абдулгамід Моманд (1660—1732) — афганський поет, перекладач, послідовник «індійського стилю» в поезії.
- Абдул Ахад Моманд (1959) — космонавт-дослідник космічного корабля «Союз ТМ-6» («Союз ТМ-5») та орбітального науково-дослідницького комплексу «Мир»; перший та єдиний космонавт Республіки Афганістан, капітан афганських ВПС.